# Jatin Lalit

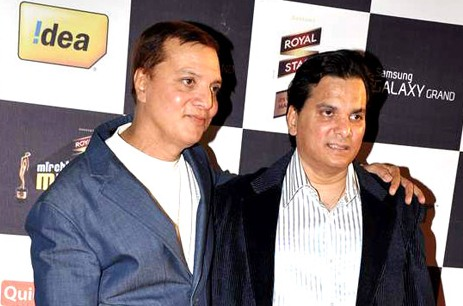
Jatin et Lalit Pandit

Jatin Lalit est la contraction des noms d'un duo de compositeurs indiens de musique de film (musique filmi) à Bollywood. Les frères Jatin Pandit et Lalit Pandit (de neuf ans plus jeune), fils du compositeur Pandit Pratap Narayan Mishra, sont issus d'une famille de musiciens traditionnels de la Mewati gharânâ (neveux de Pandit Jasraj), et sont devenus incontournables tant ils accumulent les succès depuis 1992, date de leur début.
Héritiers du style de Rahul Dev Burman, ils ont su renouveler le genre en apportant des thèmes "romantiques" et harmoniques alors qu'auparavant primait la diversité et la couleur. C'est avec les réalisateurs Karan Johar et Aditya Chopra que leur collaboration fut la plus fructueuse et elle fut récompensée par de nombreux prix ou awards ; ces "hits" sont encore joués par toutes les radios et dans tous les magasins ou foyers indiens.
Le duo s'est séparé très récemment et a annoncé des carrières parfois divergentes.

## Discographie
(*** indique les gros succès)
- Yaara Dildara (1991)
- Jo Jeeta Wohi Sikander (1992)
- Khiladi (1992)
- Raju Ban Gaya Gentleman (1992)
- Aadmi (1993)
- Ashant (1993)
- Bhookamp (1993)
- Boy Friend (1993)
- Vishnu Vijaya (1993)
- Cheetah (1994)
- Dusmanon Ka Dushman (1994)
- Hanste Khelte (1994)
- Kabhi Haan Kabhi Naa (1994)
- Lakshya (1994)
- Vaade Iraade (1994)
- Zaalim (1994)
- Dilwale Dulhania Le Jayenge (1995)***
- Gangster (1995)
- Nishana (1995)
- Pandav (1995)
- Biyer Phul (1996)
- Fareb (1996)
- Khamoshi (1996)***
- Return Of Jewel Thief (1996)
- Agni (1997)
- Daava (1997)
- Ek Phool Teen Kante (1997)
- Gunda Gardi (1997)
- Tum Jiyo Hazaro Saal (1997)
- Yes Boss (1997)***
- Badadin (1998)
- Billa No. 302 (1998)
- Dhoondte Reh Jaaoge (1998)
- Ghulam (1998)
- Jab Pyar Kisise Hota Hai (1998)***
- Khoobsurat (hi) (1998)
- Kuch Kuch Hota Hai (1998)***
- Pyaar To Hona Hi Tha (1998)***
- Saazish (1998)
- Pyaar Kiya To Darna Kya (1998)***
- Dil Kya Kare (1999)***
- Dillagi (1999)
- Pyar Koi Khel Nahin (1999)
- Sar Aankhon Par (1999)
- Sangharsh (1999)
- Sarfarosh (1999)
- Silsila Hai Pyar Ka (1999)
- Vaastav (1999)
- Dhai Akshar Prem Ke (2000)
- Mohabbatein (2000)***
- Phir Bhi Dil Hai Hindustani (2000)***
- Raja Ko Rani Se Pyar Ho Gaya (2000)
- Raju Chacha (2000)
- Yeh Hai Mumbai Meri Jaan (2000)
- Albela (2001)
- Censor (2001)
- Kabhi Khushi Kabhie Gham (2001)***
- Aankhen (2002)
- Kehtaa Hai Dil Baar Baar (2002)
- Kranti (2002)
- Soch (2002)
- Waah Tera Kya Kehna (2002)
- Chalte Chalte (2003)***
- Haasil (2003)
- Zameer (2003)
- Aur Phir Ek Din (2004)
- Hum Tum (2004)***
- Main Hogaya Tumhara (2004)
- Mulaqwaat (2004)
- Rok Sako To Rok Lo (2004)
- Sab Kuch Hai Par Kuch Bhi Kahin (2004)
- Aap Jaisa Koi Nahin (2005)
- Khamosshh -Ek Raat (2005)
- Chand Sa Roshan Chehra (2005)
- Filmstar (2005)
- Pyaar Mein Twist (2005)
- Revathi (2005)
- Fanaa (2006)***
- Mera Dil Leke Dekho (2006)
- Faisla
- Loveria
- Sab Kuch Hai Par Kuch Bhi Nahi
- Mr. White Mr. Black (2008)